# Hyptiotes flavidus
Hyptiotes flavidus är en spindelart som först beskrevs av John Blackwall 1862.  Hyptiotes flavidus ingår i släktet Hyptiotes och familjen krusnätsspindlar. Inga underarter finns listade i Catalogue of Life.